# Raffaello Vanni

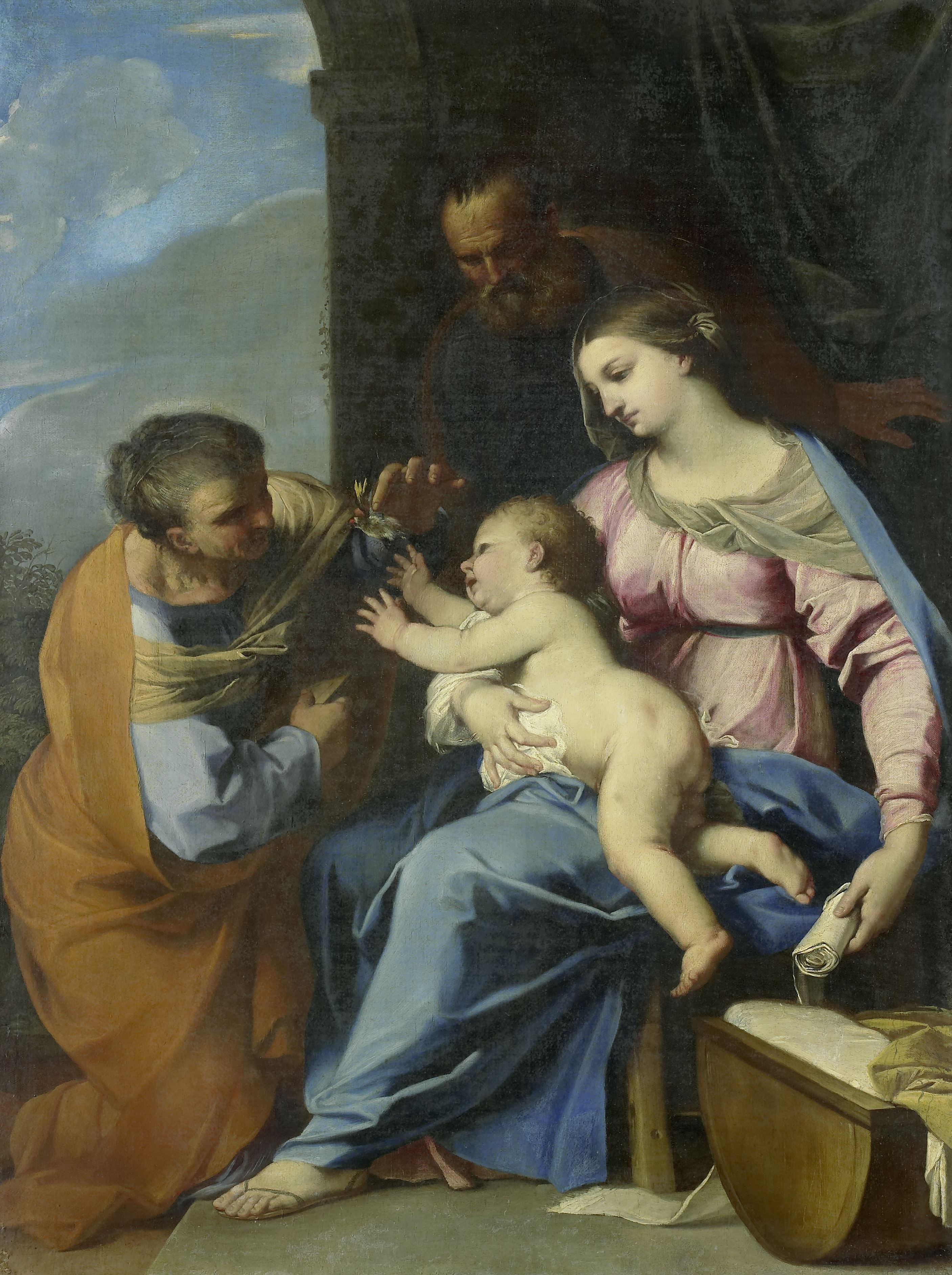
De Heilige Familie, 1640-1660, Rijksmuseum, Amsterdam

Raffaello Vanni (Siena 10 april 1587 – aldaar 29 november 1673) was een Italiaanse kunstschilder en tekenaar die actief was in Rome en enkele jaren in Venetië. Hij schilderde in de stijl van de de barok.

## Biografie
Raffaello Vanni was de zoon van Francesco Vanni van wie hij ook zijn eerste opleiding kreeg. Na de dood van zijn vader in 1610 verhuisde hij naar Rome waar hij verder studeerde bij Guido Reni en Antonio Carracci. Van 1618 tot 1623 verbleef hij in Venetië. In Rome werd hij bevriend met Cassiano dal Pozzo en ging hij in de stijl van Pietro da Cortona schilderen. Hij werkte veel voor de families van de Patrizi en de Medici, maar vanaf 1650 was zijn voornaamste klant Fabio Chigi, paus Alexander VII, voor wie hij werken maakte voor de Sint-Pietersbasiliek, de Santa Maria del Popolo, Santa Maria della Pace en het Chigi paleis in Ariccia. In 1565 wordt hij lid van de Accademia di San Luca en van 1568 tot 1660 was hij “prins” van deze vereniging in opvolging van Nicolas Poussin.
In Siena had hij de leiding van een accademia del disegno (tekenacademie) in het paleis van de gouverneur Mattias de’ Medici. Twee albums met tekeningen die het grootste deel van zijn bekend grafisch werk vormen, worden nu bewaard door het British Museum.

## Werken
- Florence, Palazzo Pitti: Matrimonio di Santa Caterina
- Montalcino, Pieve di San Michele Arcangelo: Estasi di San Carlo Borromeo
- Rome, Santa Maria della Pace: Nascita della Vergine
- Siena, Accademia Musicale Chigiana:
  - Apollo (Aula Monteverd)[4]
  - Carità (Aula Pergolesi)[5]
  - Trionfo di Davide (Sala Casella)[6]
- Siena, Basilica di Santa Maria dei Servi: Scena di Clodoveo
- Siena, Basilica di San Domenico: Crocifissione con i Santi Eugenio e Benedetto, 1649
- Siena, Chiesa di San Giorgio: Incontro sulla Via del Calvario
- Siena, Chiesa di San Martino: Gloria di Sant’Ivone
- Siena, Chiesa di Sant’Agostino: Morte di San Tommaso da Villanova
- Siena, Chiesa di Santa Petronilla: Transito di San Giuseppe
- Siena, Chiesa di San Vigilio: Giudizio Universale
- Siena, Chiesa e convento della Maddalena: Santa Maria Maddalena che ascolta la predica di Cristo
- Siena, Kathedraal van Siena: San Francesco di Sales ,1654
- Siena, Museo delle Biccherne, Staatsarchief Siena: Gloria di Sant’Ivone
- Siena, Museo dell’Opera del Duomo: Giudizio Finale
- Siena, Oratorio della Compagnia della Santissima Trinità: Vittoria di Clodoveo su Alarico II (Fresco)[7]
- Siena, Oratorio di San Rocco: San Giobbe e il demonio, 1622
- Siena, Palazzo Salimbeni, Verzameling van de Monte dei Paschi di Siena:
  - Madonna col bambino e sette sarafini, 1644[8]
  - Menelao minaccia Elena dopo la caduta di Troia
  - Neottòlemo uccide Polìssena, 1650
- Siena, Pinacoteca Nazionale di Siena:
  - Decapitazione di San Paolo
  - Gioco d’amorini

- Bibliothèque nationale de France: cb125220037 (data)
- Gemeinsame Normdatei: 136923518
- International Standard Name Identifier: 0000 0000 6631 0838
- KulturNav: c5ba0c73-4ab8-4502-8e92-cd312ccd2def
- Library of Congress Control Number: nr91028969
- RKD-Nederlands Instituut voor Kunstgeschiedenis: 79411
- Istituto Centrale per il Catalogo Unico: BVEV087659
- Union List of Artist Names: 500001207
- Virtual International Authority File: 29390952
- WorldCat: E39PCjFmtdJ3gQpBfPvk7Y36Dq